# Linognathus tibialis
Linognathus tibialis – gatunek wszy należący do rodziny Linognathidae, pasożytujący na gazelach: Gazela dama (Gazella dama), Gazella gazella, gazela Granta (Gazella granti), gazela rudoczelna (Gazella rufifrons), dżejran (Gazella subgutturosa).  Powoduje chorobę wszawicę. 
Samiec długości 1,5 mm, samica 2,0 - 2,5 mm. Są silnie spłaszczona grzbietowo-brzusznie. Samica składa  jaja zwane gnidami, które są mocowane specjalnym "cementem" u nasady włosa. Rozwój osobniczy trwa po wykluciu się z jaja około 14 dni.
Pasożytuje na skórze owłosionej głównie na powłokach brzusznych, głowie, szyi i okolicach nasady ogona. W przypadku silnego opadnięcia może występować na całym ciele.